# Attentat du 19 mai 2012 à Brindisi
L’attentat du 19 mai 2012 à Brindisi est un attentat qui a été perpétré à l'heure de la rentrée des classes (7 h 45) ce jour-là, devant le lycée Francesca Laura Morvillo-Falcone de Brindisi. L'explosion actionnée à distance de trois bonbonnes de gaz a causé le décès d'une jeune fille de 16 ans et a blessé cinq de ses camarades.

## Auteur et mode opératoire
L'auteur, Giovanni Vantaggiato est un père de famille, gérant d'un dépôt de carburant. Il aurait agi par «dépit». Entre autres éléments, le lycée ciblé avait rompu leurs relations contractuelles. Il a confectionné seul son engin explosif improvisé à déclenchement contrôlé, et testé son efficacité la veille. Il a agi sans complice, ce que corrobore la surveillance policière. Il a initialement ciblé le tribunal, en raison de ses déboires judiciaires, puis s'est rabattu sur une autre cible en raison de la protection policière du tribunal.
Ces éléments permettent de définir cet attentat comme une tuerie en milieu scolaire.

## Arrestation
L'auteur a été arrêté grâce au dispositif de vidéosurveillance urbaine. L'enregistrement montre l'homme en train d'actionner à distance le détonateur, près de sa voiture. Grâce à cet élément accablant, l'homme est placé sous surveillance policière, puis n'est arrêté que quatre semaines plus tard. 
Le précédent attentat à la bombe en Italie était l'assassinat de Giovanni Falcone le 23 mai 1992, quasi vingt ans plus tôt.